# Фынъян
Фэнъя́н (кит. упр. 凤阳, пиньинь Fèngyáng) — уезд городского округа Чучжоу провинции Аньхой (КНР).

## История
Ещё во времена империи Цинь, когда китайские земли были впервые объединены в единое государство, в этих местах был создан уезд Чжунли (钟离县). Со времён империи Тан он был местом размещения властей области Хаочжоу (濠州).
После того, как была свергнута власть монголов и образовалась китайская империя Мин, написание название уезда Чжунли было изменено на 中立县, в 1369 году он был переименован в Линьхао (临濠县), а в 1370 году — в Линьхуай (临淮县). Область Хаочжоу сначала стала Чжунлиской управой (中立府), а в 1374 году была переименована в Фэнъянскую управу (凤阳府), власти которой разместились в выделенном из уезда Линьхуай уезде Фэнъян.
При империи Цин в 1755 году уезд Линьхуай был присоединён к уезду Фэнъян.
После Синьхайской революции 1911 года в Китае была проведена реформа структуры административного деления, в ходе которой управы были упразднены.
1 января 1947 года из уезда Фэнъян был официально выделен город Бэнбу, напрямую подчинённый властям провинции Аньхой.
В июне 1949 года был образован Специальный район Чусянь (滁县专区), и уезд вошёл в его состав. В 1956 году Специальный район Чусянь был расформирован, и уезд перешёл в состав Специального района Бэнбу (蚌埠专区).
В 1961 году Специальный район Чусянь был образован вновь, и уезд вернулся в его состав. В 1971 году Специальный район Чусянь был переименован в Округ Чусянь (滁县地区).
Постановлением Госсовета КНР от 20 декабря 1992 года округ Чусянь был преобразован в городской округ Чучжоу.

## Административное деление
Уезд делится на 14 посёлков и 1 волость.